# 바렌섬

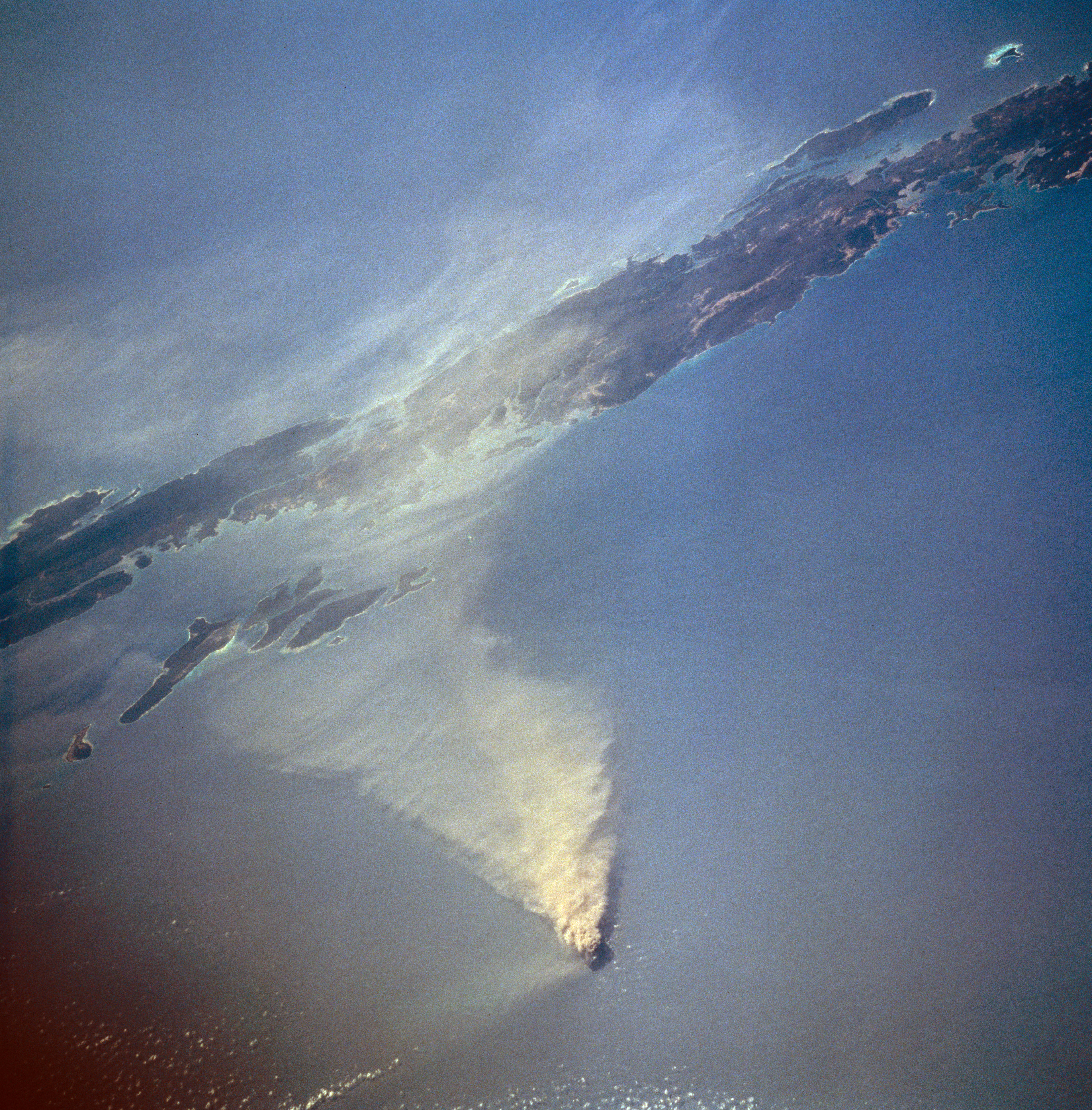

바렌섬(Barren Island)은 인도의 안다만 제도에 속해있는 화산섬으로, 인도의 유일한 활화산이다. 이 섬은 안다만 제도의 섬들과는 동쪽으로 조금 떨어져 있으며, 이곳은 검은 모래 해변과 그 안에 있는 화산 분화구가 매우 유명하다. 지금도 분화를 반복하고 있다.